# GlaxoSmithKline
A GlaxoSmithKline (GSK) é uma companhia farmacêutica multinacional britânica; empresa produtora de produtos biológicos, de saúde e vacinas, sediada em Londres, Reino Unido. De acordo com a Fortune, em 2022 a GSK teve receitas de $46,915 milhões e lucros de $6,030 milhões.
A GSK tem um portfólio de produtos para as áreas das principais doenças, incluindo asma, câncer, controle de vírus, infecções, saúde mental, diabetes e problemas digestivos. O portfólio de vacinas da GSK é incomparável e tem como alvo doenças infecciosas em todas as fases da vida. A empresa usa tecnologias avançadas e colabora com seus parceiros para desenvolver vacinas novas e mais eficazes que ajudam as pessoas em todo o mundo a se prevenir contra doenças Ela também tem uma grande divisão de saúde que produz e comercializa  produtos e medicamentos nutricionais e de saúde bucal.
Teve um volume de vendas de 21,66 mil milhões de libras e um lucro de 6,9 mil milhões de libras em 2005. Esta presente em mais de 130 países, empregando mais de 100,000 pessoas em todo o mundo, das quais 40,000 pertencem ao departamento de vendas e marketing.A sede da companhia fica em Brentford Middlesex, no Reino Unido. A base de operações fica em Filadélfia, nos Estados Unidos.
Futuro prometedor com o lançamento do Medicamento, TYKERB, no mercado oncológico, já aprovado no FDA.[carece de fontes?] A empresa tem sida controversa e notória pelos seus casos de corrupção.

## Curiosidade
A GlaxoSmithKline foi um dos patrocinadores da Payton Coyne Racing entre 1997 e 1998. O nome da empresa aparecia numa faixa azul-esverdeada nos carros de Dennis Vitolo e Gualter Salles. Depois que a Payton Coyne abandonou o azul, a ex-Smith Kline Beecham nunca mais patrocinaria nenhum carro da Champ Car.[carece de fontes?]

## Produtos
Produtos atuais da GSK incluem (em negrito as marca vendidas no Brasil):
| - Advair - Albenza - Alli - Amerge - Amoxil - Aquafresh - Arixtra - Arranon - Augmentin - Avamys - Avandia - Avodart - BC Powder - Beano - Beconase - Biotene | - Boniva - Boost - Ceftin - Coreg - Coreg CR - Clavulin - (Amoxicilina + Clavulanato de potássio) - Corega - Dexedrine - Eno - Flixonase - Geritol - Goody's Powder - Horlicks - Imitrex - Keppra - Lamictal - Lanoxin - Levitra (cocomercializado com Bayer Pharmaceuticals) | - Lovaza - Lucozade - Maxinutrition - Nicoderm - Nicorette - NiQuitin - Pandemrix - Panadol - Panadol night - Parnate - Paxil - Promacta - Psorex - Ralgex - Rhinomer - Relenza - Requip - Respire Melhor - Ribena | - Sensodyne - Serlipet - Settlers - Sonrisal - Sonridor - Tagamet - Treximet - Tums - Trizivir - Twinrix - Tykerb - Valtrex - Ventolin HFA - Veramyst - Vibrocil - Voltaren - Wellbutrin - Zantac - Zinnat - Zofran - Zovirax |

## Vacina contra covid-19
Em 16 de março de 2021, a GSK anunciou que estava iniciando os testes de fase 3 de uma vacina contra covid-19 que estava sendo desenvolvida junto com a empresa canadense Medicago e que 30 mil voluntários seriam recrutados em 10 países para participar do estudo.